# Likho

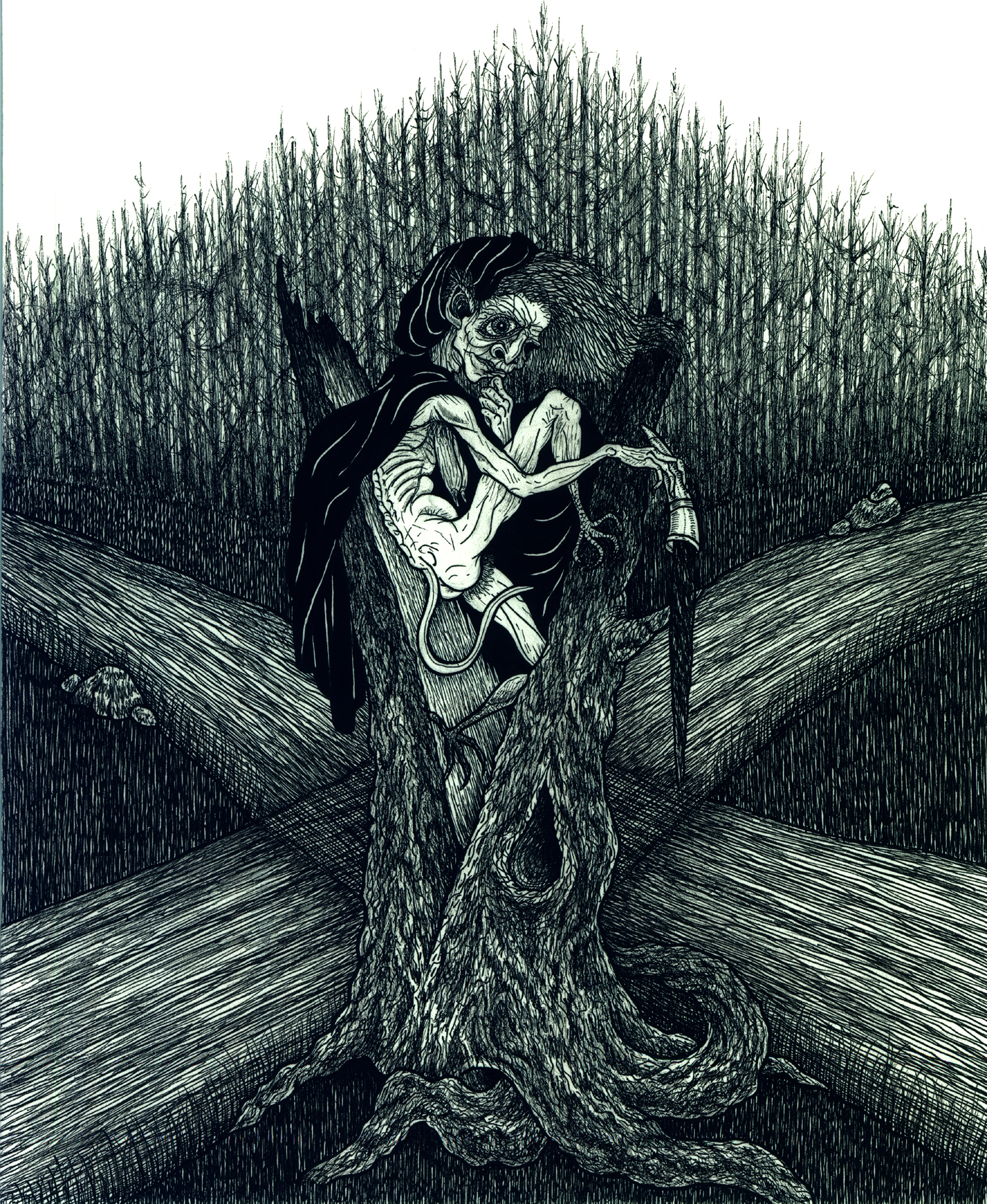
Illustration du Licho

Likho, ou Liho (Лихо) est une personnification du mauvais sort et de la malchance dans la mythologie et les contes slaves. C'est une créature effrayante n'ayant qu'un seul œil (Лихо одноглазое), souvent décrite comme une vieille femme décharnée vêtue de noir, ou encore comme un gobelin des forêts. Par certains aspects, elle se rapproche parfois du cyclope de la mythologie grecque.
Le nom commun neutre likho signifie « malchance » ou « mal » en russe. Un proverbe russe dit : « Ne réveille pas le mal qui dort » (Не буди лихо, пока оно тихо).
Le slavisant britannique William Ralston signale, dans son recueil Russian Folk-Tales, que l'adjectif  russe likhoï a deux sens : d'une part « mauvais, nuisible », etc. mais d'autre part également « brave, courageux ». Il note aussi qu'en polonais, licho signifie à l'origine « impair », et que les ménagères polonaises considéraient par exemple imprudent de laisser les poules couver un nombre impair d'œufs.